# Димитрис Сьовас
Димитрис Сьовас (на гръцки: Δημήτρης Σιόβας) е гръцки професионален футболист, който играе като централен защитник за клуба от Ередивизи „Фортуна“ (Ситард).

### Международен
Роден е на 16 септември 1988 година в град Драма.
| национален отбор | година    | Приложения | цели |
| ---------------- | --------- | ---------- | ---- |
| Гърция           | 2012 г.   | 2          | 0    |
| Гърция           | 2013 г.   | 6          | 0    |
| Гърция           | 2014 г.   | 0          | 0    |
| Гърция           | 2015 г.   | 2          | 0    |
| Гърция           | 2016 г.   | 2          | 0    |
| Гърция           | 2017 г.   | 0          | 0    |
| Гърция           | 2018 г.   | 1          | 0    |
| Гърция           | 2019 г.   | 5          | 0    |
| Гърция           | 2020 г.   | 2          | 1    |
| Обща сума        | Обща сума | 20         | 1    |

Резултатите и резултатите показват първо резултата от головете на Гърция.
| Не. | Дата                | Място на провеждане                  | Опонент | резултат | Резултат | Конкуренция                    |
| --- | ------------------- | ------------------------------------ | ------- | -------- | -------- | ------------------------------ |
| 1.  | 6 септември 2020 г. | Стадион Фадил Вокри, Прищина, Косово | Косово  | 2–0      | 2–1      | 2020–21 УЕФА Лига на нациите C |

## Отличия

### Клуб
Олимпиакос
- Суперлига Гърция: 2012–13, 2013–14, 2014–15, 2015–16
- Купа на Гърция: 2012–13, 2014–15

### Международен
Гърция U19
- Вицешампион на UEFA за юноши до 19 години: 2007 г

### Индивидуален
- Отбор на годината в Суперлигата на Гърция: 2014–15 [2]